# Фричай, Ференц
Фе́ренц Фри́чай (венг. Fricsay Ferenc; 9 августа 1914, Будапешт — 20 февраля 1963, Базель) — венгерский дирижёр.

## Биография
Окончил Будапештскую Академию музыки (1933), где занимался фортепиано, скрипкой, кларнетом, тромбоном, ударными, композицией и дирижированием; среди учителей Фричая были Бела Барток, Золтан Кодай, Эрнст фон Донаньи, Лео Вайнер.
В 1933 г. возглавил военный духовой оркестр в Сегеде, в дальнейшем преобразовав его в симфонический, которым и руководил вплоть до 1943 г. В 1944 г. был арестован гестапо, сумел бежать, скрывался в подполье в Будапеште. В 1945—1948 гг. работал в Будапештской Опере, одновременно занимаясь оперными постановками в Вене и Зальцбурге (в частности, на Зальцбургском фестивале, где в 1947 г. дирижировал премьерой оперы Готфрида фон Эйнема «Смерть Дантона», заменив в последний момент заболевшего Отто Клемперера и снискав грандиозный успех).
В 1948—1954 гг. был главным дирижёром Симфонического оркестра радио американского сектора, заложив основу этого широко известного в дальнейшем под другими названиями коллектива. Одновременно в 1949—1952 гг. был музыкальным руководителем Берлинской городской оперы. В 1954 г. принял предложение возглавить Хьюстонский симфонический оркестр, однако отказался от ангажемента уже в середине сезона — отчасти по состоянию здоровья, отчасти потому, что в Хьюстоне не встретили поддержки его планы по увеличению финансирования оркестра и строительству для него нового концертного зала (всё же построенного двенадцать лет спустя). В 1956—1958 гг. руководил Мюнхенской оперой. Снова возглавлял всё тот же берлинский оркестр (уже как Радиосимфонический оркестр Берлина) в 1959—1963 гг., однако из-за тяжёлой болезни после 1961 г., ознаменовавшегося для Фричая гастролями оркестра вместе с Иегуди Менухиным и дирижированием моцартовским «Дон Жуаном» на открытии Немецкой Оперы в Берлине, он уже не выступал: в последний раз Фричаи стоял за пультом 7 декабря 1961 г. в Лондоне, дирижируя Седьмой симфонией Бетховена. В 1962 г. опубликована книга Фричая «О Моцарте и Бартоке» (нем. Über Mozart und Bartok), а в следующем году он умер от рака в базельской больнице.

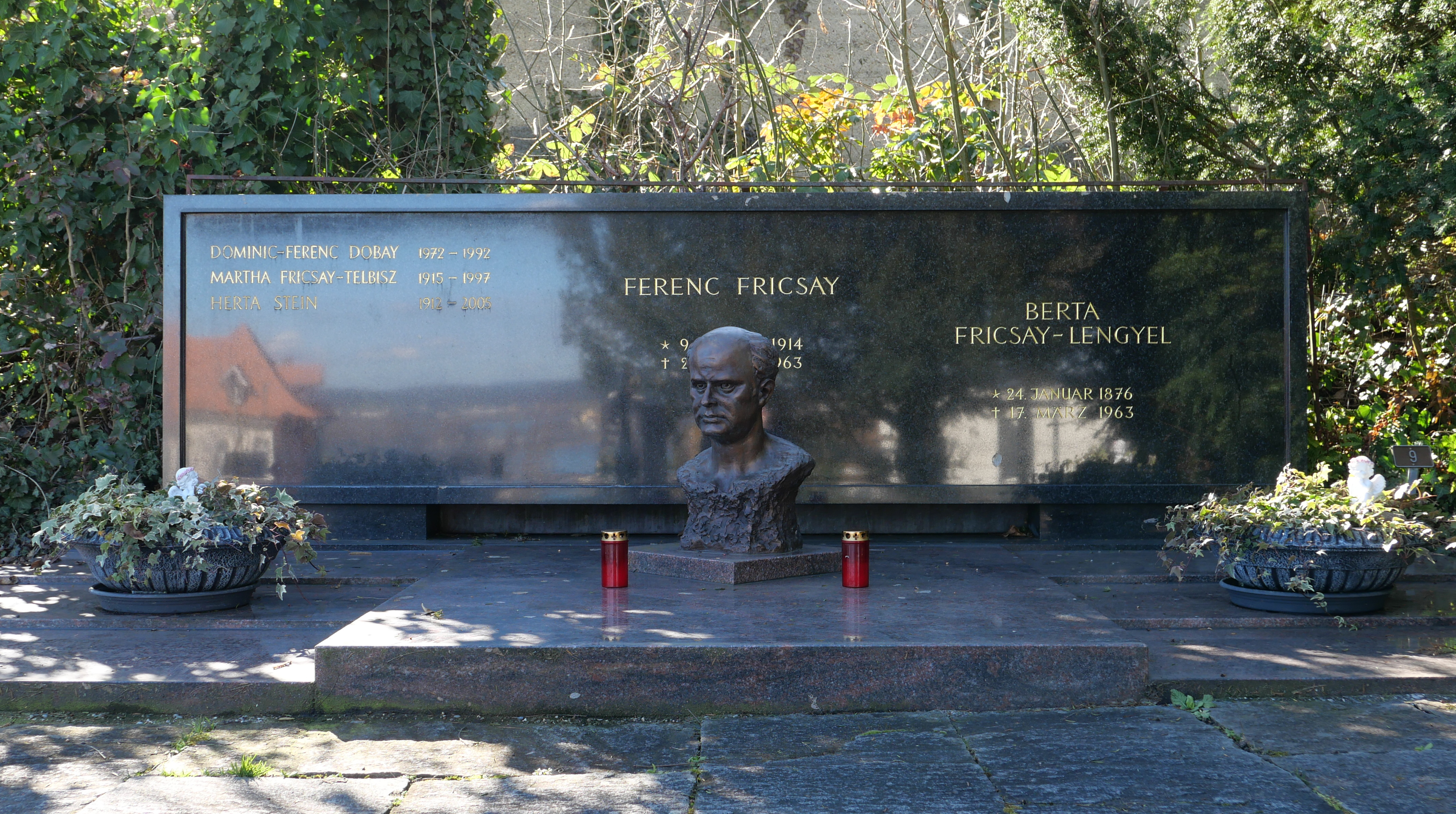
Могила Фричаи и его родных на кладбище Эрматинген. В надгробии отражается Боденское озеро. 2024

Оставшиеся записи Фричая — особенно произведений Моцарта, Бетховена и Бартока — пользуются высокой оценкой специалистов. В исполнении оркестра под управлением Фричая звучит Девятая симфония Бетховена в фильме «Заводной апельсин», для которого именно эта музыка исключительно важна.
Свое последнее пристанище Фричай нашел на кладбище Эрматинген в швейцарском кантоне Тургау, где семья поселилась в 1952 году. Там же похоронены его мать Берта, урожденная Лендьель (1876–1963), прожившая меньше месяца после смерти сына; его внук Доминик-Ференц Добай (1972–1992), его первая жена Марта Фричай-Тельбис (1915–1997) и Герта Штайн (1912–2005). В 2015 году могила была объявлена муниципалитетом памятником, охраняемым от разрушения.

## Признание
По результатам опроса, проведённого в ноябре 2010 года британским журналом о классической музыке BBC Music Magazine среди ста дирижёров из разных стран, среди которых такие музыканты, как Колин Дэвис (Великобритания), Валерий Гергиев (Россия), Густаво Дудамель (Венесуэла), Марис Янсонс (Латвия), Фричай занял тринадцатое место в списке из двадцати наиболее выдающихся дирижёров всех времён.